# Interleptomesochra reducta
Interleptomesochra reducta är en kräftdjursart som beskrevs av Lang 1965. Interleptomesochra reducta ingår i släktet Interleptomesochra och familjen Ameiridae. Inga underarter finns listade i Catalogue of Life.